# プロフェッショナル麻雀悟空
プロフェッショナル麻雀悟空（プロフェッショナルマージャンごくう）はシャノアール開発の麻雀ゲームである。

## 概要
中国の文学西遊記を元に作られた麻雀ゲーム。五行山に閉じ込められた孫悟空が娯楽として麻雀をやらせたらめきめき腕を上げてしまい、イカサマ、けんか、おいはぎが横行する麻雀界で天竺へ行き「善へ導く麻雀」の取経を命じられた三蔵法師らの行者として行く手を阻む妖怪たちと麻雀対決をしていく。
特徴として最強AIと言われている思考ルーチンがある。そのままのAIでは勝てないという思考に手癖、性格をつけることで弱体化させバランス調整するという形式を取っている。
現在まで4作発売されほか携帯電話アプリなどでも続いており、根強い人気でファンも多く、現在に至るまで20年以上続くシリーズである。

## シリーズ
- プロフェッショナル麻雀悟空（1986年）
- 麻雀悟空スペシャル（1990年）
- 麻雀悟空 天竺（1994年）
  - 麻雀悟空 天竺99（1999年）
- 麻雀悟空 大聖（2000年）